# Johannes Silberschneider
Johannes Silberschneider (né le 13 décembre 1958 à Mautern) est un acteur autrichien.

## Biographie
Silberschneider va à une école d'Eisenerz avec une option artistique. Il joue au théâtre et a un groupe de musique. En 1978, il étudie au Max Reinhardt Seminar.
En 2002, le court métrage Copy Shop réalisé par Virgil Widrich, dans lequel Johannes Silberschneider tient le rôle principal, est nommé à l'Oscar du meilleur court métrage.
Silberschneider vit avec sa compagne, l'actrice Barbara de Koy, à Munich.

## Filmographie sélective
Cinéma
- 1990 : Werner – Beinhart! (de)
- 1996 : Männerpension
- 1998 : Le Violon rouge
- 1993 : Kaspar Hauser
- 1996 : Charms Zwischenfälle[1]
- 1997 : Le Château
- 1998 : La Fille de tes rêves
- 1999 : Absolute Giganten
- 2001 : Anne Frank
- 2001 : Copy Shop
- 2003 : MA 2412 – Die Staatsdiener
- 2004 : Silentium
- 2006 : Petits Secrets
- 2007 : Das wilde Leben
- 2008 : Pour un instant, la liberté
- 2009 : Desperados on the block
- 2010 : Jud Süß - Film ohne Gewissen
- 2010 : Henri 4
- 2010 : Mahler auf der Couch (de)
- 2013 : Rouge rubis
- 2013 : Bad Fucking (de)
- 2014 : La Folie en embuscade
- 2014 : Bleu saphir
- 2015 : Das ewige Leben (de)
- 2016 : Vert émeraude

Téléfilms
- 1982 : Welcome in Vienna : Dieu ne croit plus en nous
- 1983 : Herrenjahre
- 1986 : Welcome in Vienna: Santa Fe
- 1995 : Die Fernsehsaga – Eine steirische Fernsehgeschichte (de)
- 1999 : Geliebte Gegner (de)
- 2000 : Die Ehre der Strizzis (de)
- 2001 : Zwölfeläuten
- 2003 : Tigermännchen sucht Tigerweibchen
- 2004 : La Sanfelice
- 2006 : Prince Rodolphe : l'héritier de Sissi
- 2008 : Zwerg Nase
- 2008 : Gott schützt die Liebenden
- 2009 : Hitler vor Gericht
- 2009 : Die göttliche Sophie
- 2009 : Coma idyllique
- 2010 : Lüg weiter, Liebling
- 2010 : Willkommen in Wien
- 2011 : Éloge de l'innocence
- 2011 : La Mélodie du destin (de)
- 2012 : Rommel, le guerrier d'Hitler
- 2012 : Die Schöne und das Biest (de)
- 2014 : Frei

Séries télévisées
- 2001 : Tatort: Nichts mehr im Griff
- 2001 : Tatort: Ein mörderisches Märchen
- 2004 : Tatort: Tod unter der Orgel
- 2009 : Der Staatsanwalt – Das kleinere Übel
- 2010 : Tatort: Glaube, Liebe, Tod
- 2012 : Tatort: Kein Entkommen
- 2014 : Tatort: Paradies

## Source de la traduction
- (de) Cet article est partiellement ou en totalité issu de l’article de Wikipédia en allemand intitulé « Johannes Silberschneider » (voir la liste des auteurs).